# NGC 4095
NGC 4095 é uma galáxia elíptica (E?) localizada na direcção da constelação de Coma Berenices. Possui uma declinação de +20° 34' 25" e uma ascensão recta de 12 horas, 05 minutos e 54,2 segundos.
A galáxia NGC 4095 foi descoberta em 26 de Abril de 1785 por William Herschel.